# Oglasa diasticta
Oglasa diasticta là một loài bướm đêm trong họ Noctuidae.